# Christian Carion
Christian Carion (* 4. Januar 1963 in Cambrai) ist ein französischer Filmregisseur, Drehbuchautor und Schauspieler.

## Leben und Karriere
Christian Carion wurde 1963 als Sohn von Landwirten in Cambrai im französischen Département Nord geboren. Im Alter von dreizehn Jahren entdeckte er seine Leidenschaft für das Kino. Nach einem klassischen französischen Abitur (Baccalauréat classique) studierte er auf Wunsch seiner Eltern an einer Ingenieursschule des Agrarministeriums. Neben dem Studium begann er mit einer Videokamera zu hantieren und zunächst Filme ohne großes Interesse zu verwirklichen. Dies änderte sich jedoch, als er die Bekanntschaft mit dem französischen Filmproduzenten Christophe Rossignon machte, der das Talent von Carion erkannte und förderte.
Neben seiner Arbeit für das Agrarministerium drehte Carion drei Kurzfilme, darunter Monsieur le député, in dem auch Christophe Rossignon als Darsteller zu sehen war. 2001 verwirklichte Christian Carion zusammen mit Rossignon seinen ersten Langspielfilm. In Eine Schwalbe macht den Sommer entscheidet sich Sandrine, eine 30-jährige Büroangestellte aus Paris, das hektische Leben der Großstadt aufzugeben und sich den Traum von einem einsamen Bauernhof im Südosten Frankreichs zu erfüllen. Die Tragikomödie mit Mathilde Seigner und Michel Serrault in den Hauptrollen zog 2,4 Millionen Besucher in die französischen Kinos und brachte Carion Lob seitens der Kritiker ein. Ein Jahr später wurde er für den renommierten französischen Filmpreis César in der Kategorie Bestes Erstlingswerk nominiert.
Nach dem Erfolg von Eine Schwalbe macht den Sommer wagte sich der Regisseur an ein größeres Projekt heran, das er schon im Jahre 1993 erwogen hatte. In der Großproduktion Merry Christmas verfilmte Carion 2005 aufwendig den Weihnachtsfrieden, der sich unter anderem in seiner Heimatregion während des Ersten Weltkriegs (1914–1918) zutrug. Die märchenhaft anmutende Verfilmung um einen nicht autorisierten Waffenstillstand zwischen deutschen, schottischen und französischen Soldaten am 24. Dezember 1914 feierte seine Premiere am 16. Mai 2005 auf den Filmfestspielen von Cannes. Die etwa 22 Millionen Euro teure deutsch-französische Koproduktion mit Benno Fürmann, Diane Kruger, Guillaume Canet und Daniel Brühl in den Hauptrollen konnte bei ihrer Veröffentlichung auf Anhieb Platz 1 der französischen Kinocharts erobern und wurde im Jahre 2006 für den Oscar, den Golden Globe und den British Academy Film Award als bester fremdsprachiger Film sowie sechs Mal für den César nominiert. Außerhalb Frankreichs galt Carions Inszenierung zwar als authentisch, wurde jedoch weitestgehend als altmodisch, klischeebeladen und kitschig interpretiert.
Carion agierte in seinen Werken Eine Schwalbe macht den Sommer und Merry Christmas auch in Nebenrollen vor der Kamera. 2006 erhielt er einen kleinen Part in Guillaume Canets Drama Kein Sterbenswort. Carion wiederum setzte Canet gemeinsam mit Diane Kruger und Willem Dafoe in seinem Thriller L’affaire Farewell (2009) ein, mit dem er jedoch nicht an seine vorangegangenen Erfolge anknüpfen konnte. Im Jahr 2015 widmete er sich mit En mai, fais ce qu’il te plaît erneut einem Weltkriegsdrama mit August Diehl, Olivier Gourmet und Mathilde Seigner in den Hauptrollen. Zwei Jahre später entstand der Thriller Mon garçon erneut mit Guillaume Canet sowie mit Mélanie Laurent und Olivier De Benoist besetzt.
Im Jahr 2021 inszenierte Carion mit dem Krimidrama My Son seine erste vollständig englischsprachige Filmproduktion, die sich an Mon garçon orientierte. Ein Jahr später stellte er die französische Tragikomödie Im Taxi mit Madeleine mit Line Renaud und Dany Boon in den Hauptrollen fertig.

## Filmografie
- 1999: Monsieur le député (Kurzfilm)
- 2000: Eine Schwalbe macht den Sommer (Une hirondelle a fait le printemps)
- 2005: Merry Christmas (Joyeux Noël)
- 2009: L’affaire Farewell
- 2015: En mai, fais ce qu’il te plaît
- 2017: Mon garçon
- 2021: My Son
- 2022: Im Taxi mit Madeleine (Une belle course)

## Auszeichnungen (Auswahl)
- 2002: César – Nominierung für Eine Schwalbe macht den Sommer (Bestes Erstlingswerk)
- 2003: Gilde-Filmpreis für Eine Schwalbe macht den Sommer (Bester ausländischer Film)
- 2003: Palm Springs International Film Festival John Schlesinger Award für Eine Schwalbe macht den Sommer (Lobende Erwähnung)
- 2005: Leeds International Film Festival – Publikumspreis für Merry Christmas
- 2005: Valladolid International Film Festival – FIPRESCI-Preis für Merry Christmas
- 2006: César – zwei Nominierungen für Merry Christmas (Bester Film, Bestes Originaldrehbuch)
- 2006: British Academy Film Award – Nominierung für Merry Christmas (Bester nicht-englischsprachiger Film)
- 2006: Europäischer Filmpreis – Nominierung für Merry Christmas (Publikumspreis – Bester europäischer Film)
- 2006: Santa Barbara International Film Festival – Publikumspreis für Merry Christmas

Darüber hinaus wurde sein Film Merry Christmas 2006 für einen Oscar in der Kategorie Bester fremdsprachiger Film nominiert.